# Diaschisaspis campoplegoides
Diaschisaspis campoplegoides är en stekelart som beskrevs av Holmgren 1890. Diaschisaspis campoplegoides ingår i släktet Diaschisaspis och familjen brokparasitsteklar. Arten är reproducerande i Sverige. Inga underarter finns listade i Catalogue of Life.